# لاري بيفرز
لاري بيفرز (بالإنجليزية: Larry Beavers)‏ هو لاعب كرة قدم أمريكية أمريكي، ولد في 7 أكتوبر 1985.